# Bidens tubuaiensis
Bidens tubuaiensis är en tvåhjärtbladig växtart som beskrevs av Tod Falor Stuessy. Bidens tubuaiensis ingår i släktet skäror och familjen korgblommiga. Inga underarter finns listade i Catalogue of Life.